# Мартелаго
Мартелаго (итал. Martellago) је насеље у Италији у округу Венеција, региону Венето.
Према процени из 2011. у насељу је живело 7224 становника. Насеље се налази на надморској висини од 9 м.

## Становништво
Према резултатима пописа становништва 2011. у општини је живело 21.171 становника.
| 1951. | 1961. | 1971.  | 1981.  | 1991.  | 2001.  | 2011.  |
| ----- | ----- | ------ | ------ | ------ | ------ | ------ |
| 8.011 | 8.707 | 11.949 | 16.616 | 18.587 | 19.476 | 21.171 |